# 閨蜜2
《閨蜜2》（英語：Girls VS Gangsters，中國大陸、臺灣記作），是一部於2018年上映的香港愛情喜劇電影。是電影《閨蜜》的第二部曲，由陳意涵、薛凱琪、張鈞甯領銜主演，台灣和中國大陆於2018年3月2日上映，而香港則於3月8日上映（原定2017年8月24日）。

## 劇情
希汶（陳意涵 飾）的男友喬立終於向她求婚了，好姊妹Kimmy（薛凱琪 飾）安排了一場瘋狂的單身之旅，順便去探小美的班，但是希汶竟然邀請了Kimmy的死對頭嘉嵐（張鈞甯 飾）和喬立的妹妹晶晶（王水林 飾）同行。當晚她們四人前往別墅派對，一夜大醉以後醒來，三人不但一絲不掛被丟在沙灘上，晶晶更是不見蹤影。這時出現黑道追殺她們，為了逃命與救出晶晶，她們必須想起昨天發生什麼事?更要踏上一段失控又瘋狂的逃脫之旅，希汶最後能順利完成終身大事嗎??

## 演員
- 陳意涵 飾演 希汶
- 薛凱琪 飾演 Kimmy
- 張鈞甯 飾演 嘉嵐
- 范湉湉 飾演 Mariya
- 王水林 飾演 晶晶
- 陳寶山 飾演 陳寶山 (黑帮老大)
- 阮金紅 飾演 陳霞 (老大助手)
- 迈克·泰森 飾演 Dragon

## 外部連結
- 閨蜜2 （台灣）的Facebook專頁
- 閨蜜2的Facebook專頁
- 閨蜜2的新浪微博
- 互联网电影数据库（IMDb）上《閨蜜2》的资料（英文）
- Box Office Mojo上《閨蜜2》的資料（英文）
- 爛番茄上《閨蜜2》的資料（英文）
- AllMovie上《閨蜜2》的资料（英文）
- Metacritic上《閨蜜2》的資料（英文）
- 開眼電影網上《閨蜜2》的資料（繁體中文）
- Yahoo奇摩電影上《閨蜜2》的資料（繁體中文）
- 雅虎香港電影上《閨蜜2》的資料（繁體中文）
- 豆瓣电影上《閨蜜2》的資料 （简体中文）
- 时光网上《閨蜜2》的資料（简体中文）